# M28 (amas globulaire)
Pour les articles homonymes, voir M28.
M28 (NGC 6626) est un amas globulaire situé dans la constellation du Sagittaire à environ 17 950 a.l. (5,5 kpc) du Soleil et à 8 800 a.l. (2,7 kpc) du centre de la Voie lactée.

## Histoire
En 1784, l'astronome français Charles Messier est le premier à avoir observé M28, mais il l'a décrit incorrectement comme une nébuleuse sans étoiles. Les astronomes allemands Johann Elert Bode et Johann Gottfried Koehler l'ont aussi décrit comme une nébuleuse. C'est William Herschel en 1799 qui a été le premier à se rendre compte de sa nature en le décrivant comme une partie du ciel très riche en étoiles.
À partir de 1826 John Herschel a observé à trois reprises l'amas. Il l'a décrit comme un amas très brillant, vaste et graduellement très dense vers son centre avec des étoiles de magnitude allant de 14 à 16. En 1836, William Henry Smyth a aussi observé cet amas, puis John Dreyer l'a inclus dans son catalogue, le New General Catalogue, sous la désignation NGC 6626.

## Observation

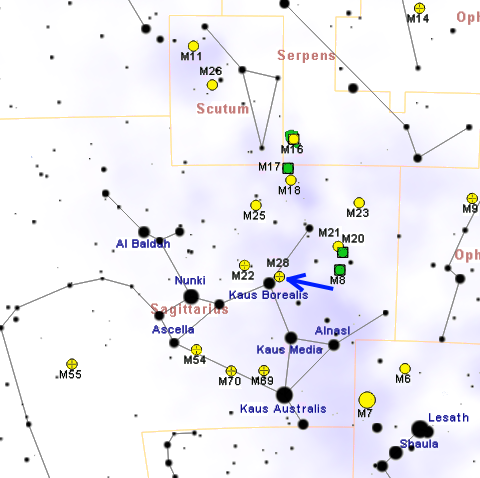
Localisation de NGC 6626 dans la constellation du Sagittaire.

Messier 28 à moins d'un degré au nord-ouest de Kaus Borealis (Lambda Sagittarii), une étoile de magnitude 2,82.
Dans des jumelles, cet amas est faiblement visible comme une tache floue. Dans un petit télescope de 8 cm, il apparaît comme une nébuleuse d'environ 11,2 minutes d'arc. Son noyau et quelques étoiles de sa périphérie deviennent visibles lorsqu'on utilise un télescope de 15 cm. Un télescope de 25 cm permet de voir son noyau plus dense de taille égale 2 minutes d'arc.

## Caractéristiques
Selon de récentes mesures effectuées par le satellite Gaia, la vitesse radiale héliocentrique de cet amas est égale à 11,11 ± 0,60 km/s,. La base de données Simbad indique aussi deux autres valeurs récentes de la vitesse : 11,0 ± 0,6 km/s et 10,5 ± 0,5 km/s. William W. Harris indique une vitesse un peu différente, soit 17 ± 1 km/s.
Cet amas est un peu allongé, ayant une ellipticité égale à 0,16 et la taille apparente de son noyau est de 13,8′.
Selon une étude publiée en 2011 par J. Boyles et ses collègues, la métallicité de M28 est égale à -1,32 et sa masse est égale à 551 000{\displaystyle M_{\odot }}. Dans cette même étude, la distance de l'amas est aussi estimée à environ 5,5 kpc (∼17 900 al).
Cinq valeurs de la métallicité comprises entre -1,21 et -1,70 sont indiquées sur Simbad. La valeur indiquée par Harris est de -1,32. Une métallicité comprise entre -1,70 et -1,21 signifie que la concentration en fer de Messier 28 est comprise entre 2,0% et 6.2% de celle du Soleil. Après le Big Bang, l'Univers étant surtout composé d'hydrogène et d'hélium, la métallicité était pratiquement nulle. L'univers s'est progressivement enrichi en métaux (éléments plus lourds que l'hélium) grâce à la synthèse de ceux-ci dans le cœur des étoiles. La métallicité des amas du halo de la Voie lactée varie d'un centième (1%) à un dixième (10%) de la métallicité solaire, ce qui signifie que ces amas se décomposent en deux sous-groupes, les relativement jeunes et les vieux. Selon sa métallicité, M28 serait donc un amas relativement riche en métaux, âgé d'environ 12 milliards d'années.

## Les étoiles de Messier 28

### Les étoiles variables
En date de juin 2014, on avait découvert dans M28 22 étoiles variables de type RR Lyrae (13 RR0 et 9 RR1) et 10 autres étoiles variables. Parmi ces 10 étoiles, deux ont des périodes d'environ 13,5 s, trois dont la période approche 60 s et l'une à très longue période égale à 320 s.

### Les pulsars
PSR 1821-24 est le premier pulsar découvert dans un amas globulaire en 1987, par A. G Lune et al.. En 2007, Becker et Hui écrivaient dans un article qu'environ 10% des 1765 pulsars connus étaient des pulsars millisecondes dont la majorité sont situés dans des amas globulaires en raison de la densité énorme de population stellaire dans leur noyau et qu'alors M28 était le troisième amas globulaire après Terzan 5 et 47 Tucanae contenant le plus de pulsars. 
En 2022, on avait découvert la présence de 14 pulsars dans M28 associés à des étoiles à neutrons, dont 13 sont des pulsars millisecondes et un de période intermédiaire égale à 79,83 millisecondes (voir table 2, page 4).

## Galerie

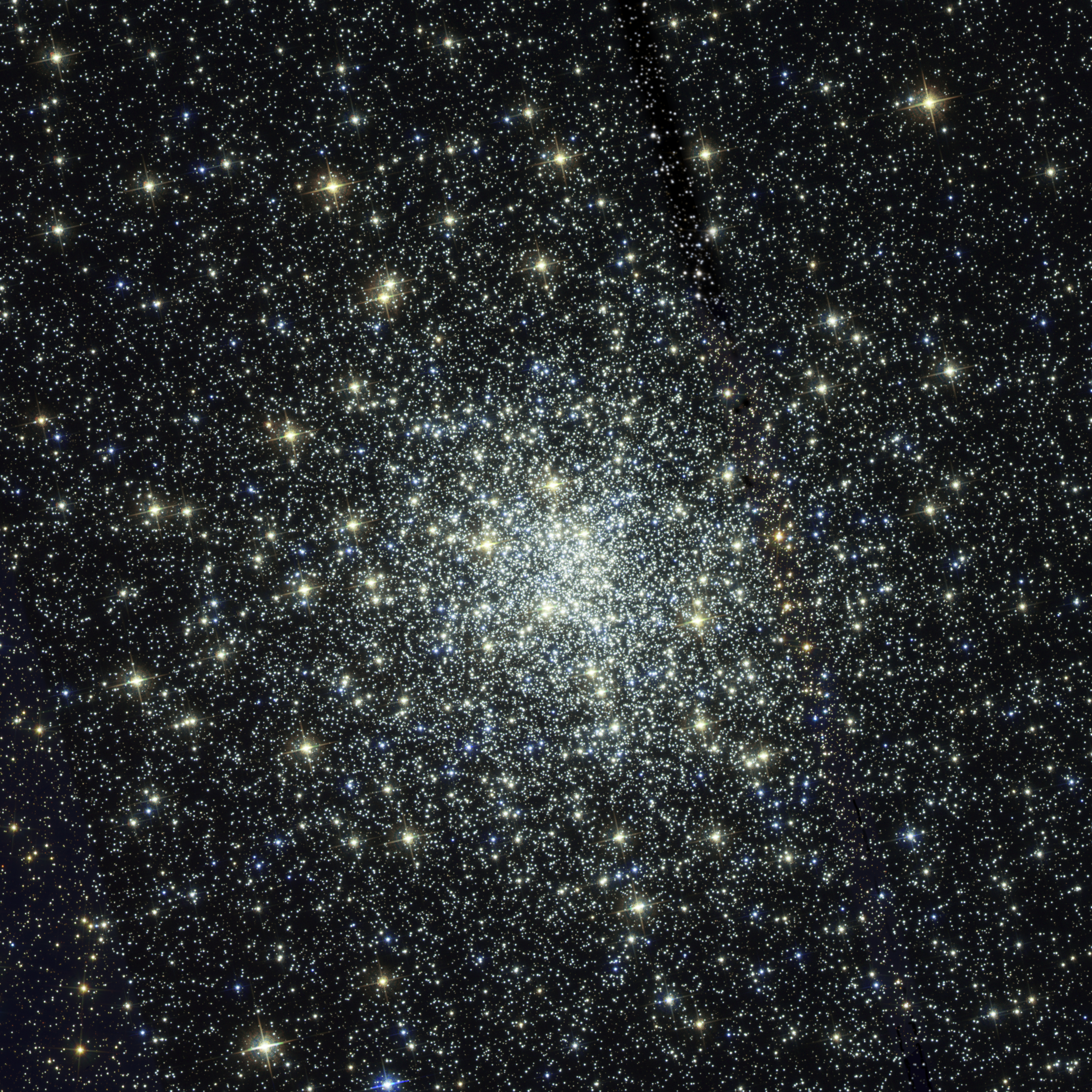
Image composite (visible, infrarouge et ultraviolet) provenant des données captées par le télescope spatial Hubble.
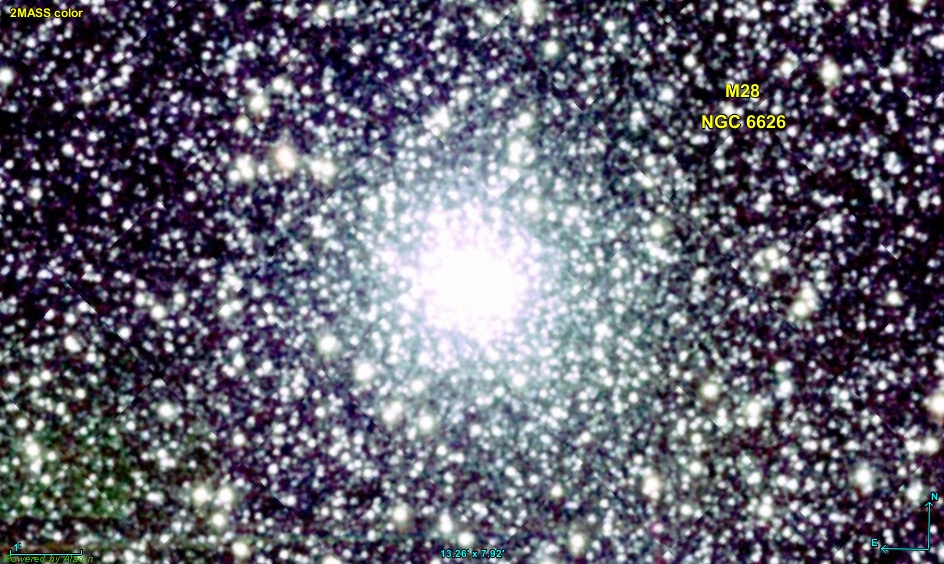
M28 en infrarouge par le relevé 2MASS.
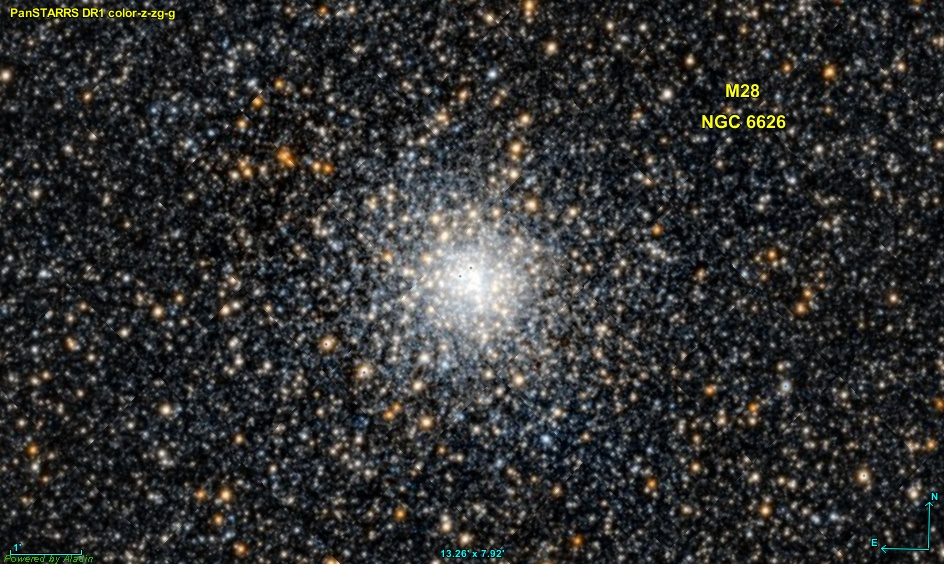
M28 en lumière visible par le relevé PanSTARRS.